# Сысой Великий (линейный корабль, 1822)
«Сысой Великий» — 74-пушечный линейный корабль Балтийского флота России.
Назван в честь древнего подвижника аввы Сисоя Великого (V век).

## Постройка
Был заложен в 1820 году, спущен на воду 22 мая (3 июня) 1822 года. После спуска на воду в 1822 году корабль перешёл из Архангельска в Кронштадт.

## История службы
В 1825 году корабль ходил в практическое плавание в Балтийское море, а в следующем году с эскадрой Р. В. Кроуна ходил в Северное море до Доггер-банки.
В 1825 году на корабле совершил путешествие из Ревеля в Петербург русский поэт князь Пётр Андреевич Вяземский.
10 июня 1827 года с эскадрой адмирала Сенявина «Сысой Великий» вышел из Кронштадта и в районе Красной Горки принимал участие в манёврах, за которыми наблюдал император Николай I. После показательных выступлений отправился в Англию и 28 июля пришёл в Портсмут, откуда ушёл 12 августа и 13 сентября вернулся в Кронштадт.
В 1828 корабль находился на рейде у Кронштадта, на корабле проводилось обучение экипажа.
В 1829 и 1830 годах «Сысой Великий» выходил в практические плавания в Балтийское море
В 1837 году корабль был разобран в Кронштадте.

## Командиры
Командирами корабля «Сысой Великий» в составе Российского императорского флота в разное время служили:
- 1822 — Ф. В. Кандлер;
- 1825 — Н. Г. Казин;
- 1826—1829 — А. А. Дурасов;
- 1830 — И. Е. Гаврино;